# Core Data
Core Data（コアデータ）とは、Appleによる、データ管理のための開発フレームワークの名称である。Mac OS X v10.4およびiOS SDK 3.0以降で利用できる。Model-View-ControllerアーキテクチャのうちのModel部を担当するフレームワークであり、データモデル設計、編集状態 (Undo/Redo) の管理、ストレージ層の抽象化などを高いレベルで行なうことができる。
Core Dataのストレージ層として、組み込み向けの関係データベースであるSQLiteが利用できる。またSQLiteのほかに、XML、単純バイナリ形式をサポートしている。
Core Dataは、以前よりAppleから販売されていたWebObjectsのEOF(Enterprise Objects Framework)と類縁関係にある技術である。EOFがネットワーク・関係データベースの上に構築していた部分を、デスクトップ用の特定ファイル、単一アプリケーション用途に再設計して開発された。したがって両者の概念はかなりの部分が共通する。なお、WebObjectsは現在Javaに移行しているが、Core DataはObjective-Cで実装されている。